# 주전봉수대
주전봉수대(朱田烽燧臺)는 울산광역시 동구 주전동에 있는 봉수대이다. 1997년 10월 9일 울산광역시의 기념물 제3호로 지정되었다.

## 현지 안내문
봉수는 과거 통신수단이 발달하지 못하였던 시대의 군사통신제도이다. 조망이 양호한 산정에서 밤에는 횃불로, 낮에는 연기로 국경과 해안의 안위를 중앙에 알리기 위한 목적으로 설치되었다.
봉수제가 성립된 것은 1149년(고려 의종 3)으로, 1급에서 4급의 봉수 거화수(炬火數)를 규정하고, 봉수군의 생활대책을 마련해 주었다. 조선 세종대에 이르러 그 체제가 정비되었다. 5거 거화수 등 관계 규식 마련, 각 도 연변의 연대(烟臺) 축조, 봉수선로 획정 등을 통해 그 면모를 새롭게 하였다. 각 봉수에는 오장(伍長)과 봉수군(烽燧軍)이 교대로 근무하면서, 평상시에는 한 홰[烽], 적이 나타나면 두 홰, 적이 국경에 접근하면 세 홰, 적이 국경을 넘어오면 네 홰, 적과 접전하면 다섯 홰의 봉수를 올리도록 하였다. 1894년(고종 31)에 전보통신이 보급되면서 폐지가 결정되었고, 다음해 각처 봉대와 봉수군을 폐지함으로서 모든 봉수제는 폐지되었다.
봉수는 성격에 따라 경봉수(京烽燧)․내지봉수(內地烽燧)․연변봉수(沿邊烽燧)로 구분된다. 경봉수는 전국의 모든 봉수가 집결하였던 중앙봉수로서 서울 목멱산(木覓山)에 위치하여 목멱산봉수 또는 남산봉수라고 불렀다. 연변봉수는 해륙 변경(海陸邊境)의 제1선에 설치하여 연대라 하였으며, 내지봉수는 연변봉수와 경봉수를 연결하는 중간봉수로서 수적으로 다수였다.
주전봉수(남목봉수)는 주전동 봉대산 정상에 위치하고 있으며, 천내(川內)에서 봉수를 받아 유포(柳浦)로 전했다. 18세기 이후에는 유포봉수가 폐지됨에 따라 북쪽으로 경주 하서지봉수에 응하였다. 봉수노선 거리는 북쪽인 유포봉수와는 5.17㎞, 남쪽 천내봉수와는 6.54㎞정도였으며, 하서지봉수와는 약 16㎞이다. 지금 봉호사가 있는 자리는 봉수대의 부속건물인 봉대사(烽臺舍)가 있던 곳이라 전한다. 1981년 정비 사업을 완료하여 현재의 모습을 갖추었다.

## 참고 문헌
- 이 문서에는 다음커뮤니케이션(현 카카오)에서 GFDL 또는 CC-SA 라이선스로 배포한 글로벌 세계대백과사전의 내용을 기초로 작성된 글이 포함되어 있습니다.

## 같이 보기
- 주전봉수대관련고문서 - 울산광역시 문화재자료 제16호 (울산박물관 소장)

## 참고 자료
- 주전봉수대 - 국가유산청 국가유산포털